# Société pour les droits sur la représentation musicale et la reproduction mécanique
Pour les articles homonymes, voir GEMA.
La Gesellschaft für musikalische Aufführungs- und mechanische Vervielfältigungsrechte (GEMA) (littéralement « société pour les droits sur la représentation musicale et la reproduction mécanique » en français), est une société de gestion des droits d'auteur allemande représentant les différents acteurs de l'industrie musicale : artistes (paroliers, compositeurs, interprètes) et labels.

## Présentation

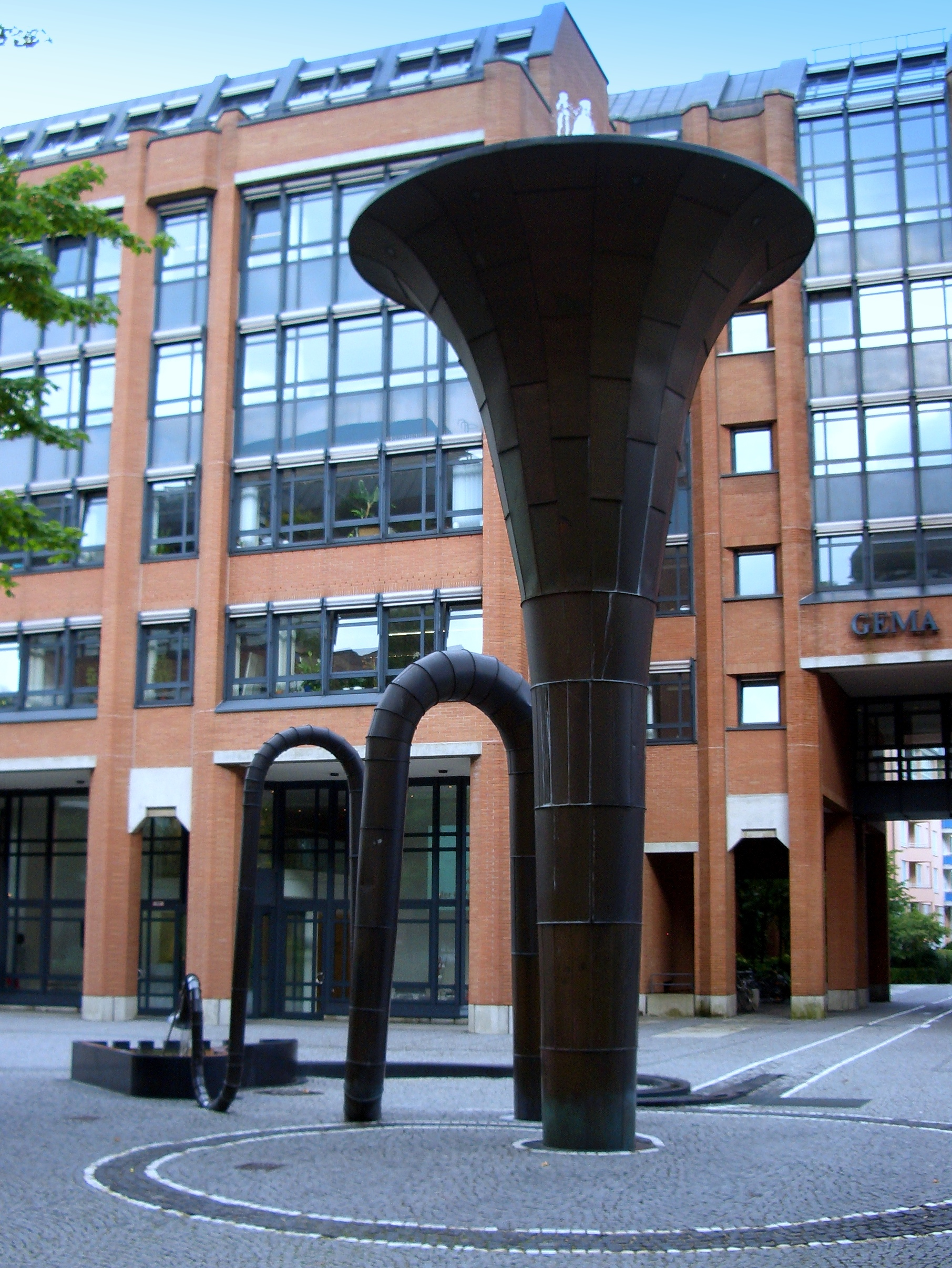
Siège de la GEMA à Munich depuis 1990, avec la Erich-Schulze-Brunnen (la fontaine Erich-Schulze) au premier plan.

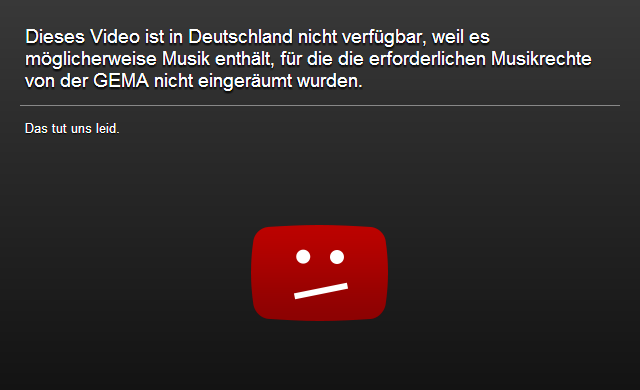
Vidéo YouTube bloquée. On peut lire : Malheureusement, cette vidéo est indisponible en Allemagne, car elle est susceptible de contenir de la musique dont les droits musicaux n'ont pas été accordés par la GEMA. (mars 2012).

Le président de son conseil d'administration est Harald Heker, un avocat spécialisé dans le droit d'auteur et la propriété intellectuelle. Le président de son conseil de surveillance est Christian Bruhn, un compositeur. Elle siège à Berlin et Munich.
Elle est membre du Bureau international de l'édition mécanique (BIEM) et de la Confédération internationale des sociétés d'auteurs et compositeurs (CISAC).

## Revenus
|                                                             | 2000   | 2001   | 2002   | 2003   | 2004   | 2005   | 2006   | 2007   | 2008   | 2009   | 2010   | 2011   | 2012    |
| ----------------------------------------------------------- | ------ | ------ | ------ | ------ | ------ | ------ | ------ | ------ | ------ | ------ | ------ | ------ | ------- |
| Revenus en millions d'euros                                 | 801,4  | 810,5  | 812,5  | 813,6  | 806,2  | 852,2  | 874,4  | 849.6  | 823.0  | 841.1  | 863.0  | 825,5  | 820,20  |
| Dépenses (en millions d'euros)                              | 116,9  | 117,9  | 118,7  | 119,4  | 116,0  | 120,3  | 121,7  | 120,3  | 122,4  | 128,0  | 127,1  | 123,2  | 127,9   |
| Somme redistribuée (en millions d'euros)                    | 684,5  | 692,6  | 693,8  | 694,2  | 690,2  | 731,9  | 752,7  | 729,3  | 700,7  | 713,1  | 735,9  | 702,3  | 692,3   |
| Ratio des coûts                                             | 14,6 % | 14,5 % | 14,6 % | 14,7 % | 14,4 % | 14,1 % | 13,9 % | 14,2 % | 14,9 % | 15,2 % | 14,7 % | 14,9 % | 15,6 %  |
|                                                             |        |        |        |        |        |        |        |        |        |        |        |        |         |
| Montants réels distribués aux membres (en millions d'euros) | 302,8  | 317,9  | 312,0  | 354,3  | 328,0  | 334,5  | 312,3  | 325,6  | 322,9  | 334,5  | 299,7  | -      | 316,5   |
| aux membres de plein droit (environ 3 400)                  | 57,6 % | 57,7 % | 58,4 % | 62,8 % | 58,8 % | 62,9 % | 62,3 % | 61,5 % | 64,7 % | 62,9 % | 64,2 % | 65,3 % | 65,16 % |
| aux successeurs légaux (environ 4 000)                      | 7,6 %  | 7,5 %  | 7,9 %  | 7,2 %  | 7,7 %  | 7,5 %  | 7,8 %  | 7,5 %  | 7,3 %  | 7,5 %  | 6,8 %  | 6,6 %  | 6,4 %   |
| aux membres extraordinaires (environ 6 500)                 | 9,0 %  | 9,3 %  | 8,2 %  | 7,2 %  | 9,0 %  | 6,8 %  | 5,8 %  | 7,4 %  | 5,8 %  | 5,1 %  | 4,8 %  | 4,8 %  | 4,2 %   |
| aux membres associés (environ 55 000)                       | 25,8 % | 25,6 % | 25,5 % | 22,8 % | 24,6 % | 22,8 % | 24,1 % | 23,6 % | 22,2 % | 24,5 % | 24,1 % | 23,3 % | 24,2 %  |